# Seksueel geweld in conflictgebieden
Seksueel geweld in conflictgebieden, ook wel bekend als seksueel oorlogsgeweld of (in nauwere zin) oorlogsverkrachting, is seksueel geweld dat voorkomt bij oorlogen en gewapende conflicten.
Seksueel geweld als onderdeel van conflicten kan in verschillende situaties voorkomen en betreft niet alleen verkrachting, maar ook een seksuele aanval op het lichaam zonder penetratie, seksuele mutilatie, gedwongen prostitutie (zoals de troostmeisjes in Japan tijdens de Tweede Wereldoorlog), gedwongen sterilisatie en gedwongen zwangerschap. Hoewel de meeste slachtoffers meisjes en vrouwen zijn, vindt er ook op grote schaal seksueel geweld tegen jongens en mannen plaats. Seksueel geweld gaat vaak samen met andere lichamelijke en psychische vormen van geweld.
Tijdens een gewapend conflict kan seksueel geweld ingezet worden als psychologische oorlogsvoering om de vijand te vernederen of zijn moreel te ondermijnen: sommige militaire leiders moedigen hun troepen aan om burgers te verkrachten. Wanneer onderdeel van een uitgebreid en systematische praktijk, is seksueel geweld erkend als misdaad tegen de menselijkheid. Onder het Verdrag van Genève is seksueel geweld tegen de burgerbevolking een oorlogsmisdaad. Verkrachting kan ook een element zijn in een strategie tot genocide als het doel is om een groep mensen, of een deel ervan, te vernietigen. Dit kan bijvoorbeeld door seksueel overdraagbare aandoeningen zoals HIV/Aids op die manier te verspreiden. Pauline Nyiramasuhuko is door het Rwandatribunaal in 2011 onder meer veroordeeld voor het inzetten van verkrachting als genocidemiddel. Seksueel geweld kan echter ook individuele of geïsoleerde gevallen betreffen.
Seksueel geweld kan ook worden gebruikt om de sociale verbondenheid van een samenleving en de cultuur van die samenleving te vernietigen. Dit gebeurt doordat in veel samenlevingen de familie en de echtgenoten verantwoordelijk worden gehouden voor de bescherming van hun kinderen en vrouwen en diens seksualiteit. De slachtoffers, als individuen, worden zo doelwit van collectieve acties en sociale en politieke fantasieën.
De gevolgen voor de slachtoffers zijn groot. Naast de grote lichamelijke risico’s zoals HIV/AIDS, blijvende beschadigingen aan voortplantingsorganen en zwangerschappen als gevolg van de verkrachtingen, zijn de psychische en sociale gevolgen voor de slachtoffers enorm. Slachtoffers kampen vaak met depressies, posttraumatische stress problemen en schaamte. Ze worden vaak verantwoordelijk gehouden met als gevolg sociale uitsluiting. Bovendien wordt de eer van de familie aangetast en dit kan weer aanleiding zijn voor huiselijk geweld. De schaamte en sociale gevolgen veroorzaken dat vrouwen zwijgen.

## In de geschiedenis
- Op het Rwandatribunaal werd in 1998 Jean-Paul Akayesu, burgemeester van Taba (Rwanda), schuldig bevonden aan onder meer verkrachting als oorlogsmisdaad, een primeur.[4][5]
- Tijdens de Bevrijdingsoorlog van Bangladesh (1971) hebben leden van het Pakistaans leger en de Razakars (ondersteunende islamistische milities) 200.000 à 400.000 vrouwen en meisjes verkracht in wat "een systematische campagne van genocidale verkrachting" wordt genoemd.[6] Na de oorlog sprak president Mujibur Rahman over "birangona", oorlogsheldinnen, die de status van oorlogsveteraan moesten krijgen. Enkele jaren nadien werd Rahman echter vermoord, en de erkenning ingetrokken.[4][5]
- Bij het einde van de Tweede Wereldoorlog in 1945 zouden in totaal 2 miljoen Duitse vrouwen verkracht zijn geweest, vooral door de troepen van het Rode Leger, meer bepaald na afloop van de Slag om Berlijn.[7]:p. 435[8]

## 21e eeuw
Ook in de 21e eeuw zijn talrijke gedocumenteerde gevallen bekend van systematisch seksueel geweld in conflictgebieden. In een Brits regeringsrapport uit 2016 worden Afghanistan, Burundi, Bosnia, de Centraal-Afrikaanse Republiek, Kenia, Kosovo, Irak, Nepal, Nigeria, Colombia, Sri Lanka, Syrië, Oeganda, Myanmar en Congo-Kinshasa genoemd als landen waar seksueel geweld in conflictsituaties is voorgekomen:
- Democratische Republiek Congo: tijdens de vele jaren van burgeroorlog en ongeregeldheden kwam en komt seksueel geweld op grote schaal voor. (1994-heden)
- Myanmar: tijdens etnische zuiveringen tegen het Rohingya (volk) door het leger was sprake van verkrachtingen op grote schaal (2016-2018)
- Irak en Syrië: in de Syrische Burgeroorlog en de Irakoorlog misbruiken mannen van de Islamitische Staat op grote schaal Yezidi-vrouwen en -meisjes (2011-2017[10])
- Afghanistan: milities van de Taliban begingen een groot aantal verkrachtingen in de provincie Kunduz (2015[11])
- VN-vredesmacht: militairen van VN-missies gingen zich in meerdere gevallen te buiten aan seksueel geweld tegen de bevolking die ze geacht werden te beschermen.[12] Dergelijke gevallen zijn bekend in de Centraal-Afrikaanse Republiek (2016[13]),  Democratische Republiek Congo en Haïti (2012[14]).
- Libië: tijdens de Opstand in Libië gingen de troepen van Qadhafi zich te buiten aan verkrachtingen (2011[15])
- Soedan: tijdens het conflict in Darfur werd seksueel geweld gebruikt door zowel de Janjaweed en andere milities, als door de regeringssoldaten (2003-2011[16])

## Verdragen
Reeds van 1864 boden de Geneefse Conventies juridische bescherming van de burgerbevolking bij gewapende conflicten. Seksueel geweld tegen de burgerbevolking is sedert het Statuut van Rome in 1998 uitgeroepen tot een misdaad tegen de menselijkheid, strafbaar voor het Internationaal Strafhof. In oktober 2000 drong de VN-Veiligheidsraad met resolutie 1325 unaniem aan op een betere vertegenwoordiging van vrouwen, met name in conflictsituaties.

### Rechtspraak
In 2009 werd de allereerste veroordeling op grond van misdaden tegen de menselijkheid uitgesproken voor seksuele slavernij en gedwongen huwelijken in Sierra Leone, en in 2016 schreef het Internationaal Strafhof geschiedenis met een veroordeling tegen Jean-Pierre Bemba wegens wreedheden begaan in de Centraal-Afrikaanse Republiek.